# Kahleah Copper
Kahleah Copper (Philadelphia, 28 augustus 1994) is een Amerikaans professioneel basketbalspeelster, onder meer in de WNBA. Zij won met het Amerikaans basketbalteam de gouden medaille tijdens de Olympische Zomerspelen 2024.
In 2021 werd ze met Chicago Sky WNBA Champion en werd ze ook individueel bekroond met de WNBA Finals Most Valuable Player Award. In 2022 werd ze met Perfumerias Avenida derde in de EuroLeague Women en werd ze daar dat jaar verkozen tot EuroLeague regular season MVP.
Ze was opgenomen in de Amerikaanse selectie bij het wereldkampioenschap basketbal 2022 en de Olympische Spelen 2024.